# Distretto di Aurahua
Il distretto di Aurahua è uno dei dodici distretti della  provincia di Castrovirreyna, in Perù. Si trova nella regione di Huancavelica.